# Tartiflette
Tartiflette – potrawa kuchni francuskiej wywodząca się z Sabaudii w Alpach Francuskich. Wykonywana jest głównie z ziemniaków, sera Reblochon, boczku oraz cebuli. Dodawane jest do niej również białe wino.
Słowo tartiflette wywodzi się z sabaudzkiego słowa tartifla, znaczącego ziemniak, lub z prowansalskiego tartifle. Współczesny tartiflette wywodzi się od tradycyjnego francuskiego dania péla. Jedna z pierwszych wzmianek w literaturze o tartiflette pojawiła się w książce François Massialot "Le Cuisinier Royal et Bourgeois" z 1705 roku.

## Odmiany
Popularną odmianą w Sabaudii jest croziflette. Jest ono przygotowywane z użyciem tych samych składników używanych w tartiflette z wyjątkiem ziemniaków. Zastępowane są one makaronem crozets. 
Inną odmianą jest morbiflette, który jest przygotowywany z użyciem sera Morbier zamiast Reblochon.